# Grötzingen
Grötzingen est un quartier de la ville allemande de Karlsruhe situé à l'est de cette ville du Bade-Wurtemberg. 

## Histoire
Grötzingen a été intégré le 1er janvier 1974 à Karlsruhe. 

## Géographie
Le quartier couvre une superficie de 11,3 km2 et comptait 9 168 habitants au 30 juin 2014.